# Slavjanski bazar
Slavjanski bazar ili punim imenom Međunarodni festival umjetnosti Slavjanski bazar u Vitebsku (bjeloruski: Міжнародны фестываль мастацтваў Славянскі базар у Віцебску, ruski: Международный фестиваль искусств «Славянский базар в Витебске») je godišnji festival, koji se održava u Vitebsku u Bjelorusiji pod pokroviteljstvom bjeloruske vlade od 1992. Njegov glavni program posvećen je slavenskoj glazbi.
Glavni sudionici su umjetnici iz država kao što su: Rusija, Bjelorusija, Ukrajina, zemlje Jugoistočne Europe, Poljska i Bugarska, s gostima iz mnogih drugih zemalja, slavenskih i neslavenskih. Nekoliko puta sudjelovali su i hrvatski izvođači. Festival je član Međunarodne federacije organizacija Festivala (FIDOF) od 1998.
Prethodnik festivala bio je "Poljski glazbeni festival u Vitebsku" (poljski: Festiwal Piosenki Polskiej w Witebsku). Glavno mjesto današnjeg festivala je amfiteatar, izgrađen posebno za potrebe festivala 1988.
Prvoga dana festivala, natjecatelji pjevaju na svome materinjem jeziku. Svi vokali pjevaju uživo. U drugom danu natjecatelji izvode pjesmu, koju je napisao skladatelj iz bilo koje slavenske zemlje na nekom od slavenskih jezika. Svi vokali pjevaju uživo uz pratnju Bjeloruskoga nacionalnoga koncertnoga orkestra. Na festivalu su nastupali: Damir Kedžo (pobjednik 2010.), Kraljevi ulice, Toše Proeski, Željko Joksimović, Ruslana, Polina Smolova, Aljona Lanskaja i dr. 
Do 2013. godine nastupilo je preko 55,000 izvođača iz 68 država. Na glavnoj sceni – Ljetnjem amfiteatru održano je 316 koncerata, kojima je prisustvovalo tri milijuna gledatelja ukupno. U pratećim programima održavaju se kazališne predstave, likovne izložbe, filmske premijere, jazz večeri itd.

## Pobjednici
| Godina | Država             | Izvođač               |
| ------ | ------------------ | --------------------- |
| 1992.  | Ukrajina           | Oleksa Berest         |
| 1993.  | Ukrajina           | Taisia Povalij        |
| 1994.  | Srbija i Crna Gora | Šćepa                 |
| 1995.  | Srbija i Crna Gora | Filip Žmaher          |
| 1996.  | Ukrajina           | Ruslana               |
| 1997.  | Srbija i Crna Gora | Svetlana Slavković    |
| 1998.  | Izrael             | Rafael Dahan          |
| 1999.  | Srbija i Crna Gora | Željko Joksimović     |
| 2000.  | Makedonija         | Toše Proeski          |
| 2001.  | Rusija             | Theona Dolnikova      |
| 2002.  | Srbija i Crna Gora | Milovan Zimonjić      |
| 2003.  | Bjelorusija        | Maksim Sapackov       |
| 2004.  | Bjelorusija        | Pjotr Elfimov         |
| 2005.  | Bjelorusija        | Polina Smolova        |
| 2006.  | Rusija             | Oksana Bogoslovskaja  |
| 2007.  | Ukrajina           | Natalja Krasnjanskaja |
| 2008.  | Litva              | Donny Montell         |
| 2009.  | Rusija             | Dmitrij Danilenko     |
| 2010.  | Hrvatska           | Damir Kedžo           |
| 2011.  | Bjelorusija        | Aljona Lanskaja       |
| 2012.  | Makedonija         | Bobi Mojsoski         |
| 2013.  | Poljska            | Michał Kaczmarek      |